# Bruno Sutter (álbum)
Bruno Sutter é o álbum de estreia homônimo do músico, humorista e cantor brasileiro Bruno Sutter. É o seu primeiro álbum de estúdio, sem estar interpretando o personagem Detonator.
Diferente dos trabalhos anteriores (como Detonator e no Massacration), este é o seu primeiro "disco sério". Com diversos estilos de rock reunidos, que, como ele mesmo define, em entrevista ao site Whiplash: 
| “ | Se eu pudesse definir, é uma mistura de Cannibal Corpse, Iron Maiden e Roupa Nova hahahaha... e Death logicamente | ” |

Por conta desse lançamento e de outros trabalhos ao longo do ano foi eleito como o melhor cantor nacional de heavy metal de 2015 pelo voto popular em disputa organizada pelo site especializado Whiplash. Na mesma eleição, o presente álbum ficou na segunda colocação na categoria melhor CD ou DVD nacional e também como segundo colocado na categoria melhor capa.

## Faixas
Todas as letras e músicas compostas por Bruno Sutter, exceto onde anotado.
| N.º            | Título                         | Letras                      | Música                  | Duração |  |
| 1.             | "My Boss Is a Corpse"          | Bruno Sutter, Paulo Guismes |                         | 5:13    |  |
| 2.             | "GrAttitude"                   |                             |                         | 4:44    |  |
| 3.             | "Facing Temptation"            |                             |                         | 4:21    |  |
| 4.             | "The Best Singer in the World" |                             |                         | 4:51    |  |
| 5.             | "Troll"                        |                             |                         | 5:07    |  |
| 6.             | "Stalker"                      | Bruno Sutter, Paulo Guismes |                         | 4:56    |  |
| 7.             | "Socorro"                      | Aloysio Grazzinoli          |                         | 2:31    |  |
| 8.             | "Rebuilding Destruction"       |                             |                         | 5:52    |  |
| 9.             | "I Bloody Love to Love You"    |                             |                         | 5:07    |  |
| 10.            | "Haters Gonna Hate"            |                             |                         | 7:00    |  |
| 11.            | "What If I Never Speed"        | John Dowland                | John Dowland            | 2:40    |  |
| 12.            | "Hipócrita"                    | Bruno Sutter, Paulo Guismes |                         | 3:35    |  |
| 13.            | "Provoke Yourself"             |                             |                         | 5:14    |  |
| 14.            | "Galopeira"                    | Pedro Bento                 | Mauricio Cardoso Ocampo | 2:48    |  |
| Duração total: | Duração total:                 | Duração total:              | Duração total:          | 1:04:06 |  |

## Integrantes
- Bruno Sutter - vocal, guitarra e baixo fretless, guitarra solo em "Facing Temptation" e "Provoke Yourself".

### Músicos Convidados
- Bruno Valverde - bateria.
- Michel Leme - guitarra solo em "The Best Singer in the World".
- Wagner Bernardes - violão em "What If I Never Speed?".
- Lou Alves - guitarra solo em "GrAttitude" e "Stalker".
- Márcio Sanches - guitarra solo em "I Bloody Love to Love You".
- Guilherme Mateus - guitarra solo em "Socorro".
- Robson Gitcoff - guitarra solo em "Hipócrita".